# Eleição municipal de Itajaí em 2012
A eleição municipal de Itajaí em 2012 foi realizada em turno único, que ocorreu no dia 7 de outubro de 2012. A cidade foi às urnas para eleger um prefeito, um vice-prefeito e 21 vereadores no município de Itajaí, no estado de Santa Catarina, no Brasil. O prefeito titular Jandir Bellini, do PP, foi reeleito com 62,57% dos votos válidos. Para o Legislativo Municipal, o candidato mais votado foi o vereador eleito Maurílio Moraes (PSD), que recolheu 2.957 votos (2,87% dos votos válidos).

## Resultados

### Prefeito
Três candidatos disputaram o cargo de Prefeito de Itajaí. O candidato mais votado, Jandir Bellini (PP), foi eleito em turno único com 62,57% dos votos válidos.
| Candidato(a)            | Vice                    | Turno único | Turno único |
| Candidato(a)            | Vice                    | Votação     | Votação     |
| Candidato(a)            | Vice                    | Total       | Porcentagem |
| ----------------------- | ----------------------- | ----------- | ----------- |
| Jandir Bellini (PP)     | Dalva Rhenius (PSD)     | 63.857      | 62,57%      |
| Deodato Casas (PSDB)    | Cícero Zucco (PSDB)     | 19.692      | 19,29%      |
| Níkolas Reis (PT)       | Sara Ternes (PCdoB)     | 18.512      | 18,14%      |
| Total de votos válidos  | Total de votos válidos  | 194.307     | 100%        |
| → Votos nulos           | → Votos nulos           | 4.933       | 4,46%       |
| → Votos em branco       | → Votos em branco       | 3.517       | 3,18%       |
| Total de votos apurados | Total de votos apurados | 110.511     | 84,87%      |
| Abstenção               | Abstenção               | 19.698      | 15,13%      |
| Total de eleitores      | Total de eleitores      | 130.209     | 100%        |

### Vereador
Vinte e um vereadores foram eleitos no dia 7 de outubro de 2012. Entre eles, apenas quatro mulheres. O vereador mais votado foi Maurílio Moraes (PSD), com 2.957 votos, ou 2,87%. O partido com a maior representação foi o PP (5), seguido pelo PSD e PMDB, cada um com três vereadores.
| Partido            | Partido            | Candidato             | Votos   | Porcentagem |
| ------------------ | ------------------ | --------------------- | ------- | ----------- |
|                    | PSD                | Maurílio Moraes       | 2.957   | 2,87%       |
|                    | PP                 | Dedé Gonçalves        | 2.791   | 2,71%       |
|                    | PSD                | Douglas Cristino      | 2.479   | 2,4%        |
|                    | PT                 | Thiago Morastoni      | 2.448   | 2,37%       |
|                    | PT                 | Giovani Felix         | 1.903   | 1,85%       |
|                    | PR                 | Clayton Batschauer    | 1.702   | 1,65%       |
|                    | PMDB               | Laudelino Lamim       | 1.702   | 1,65%       |
|                    | PMDB               | Afonso Arruda         | 1.676   | 1,63%       |
|                    | PP                 | Zé Ferreira           | 1.654   | 1,6%        |
|                    | PDT                | Paulinho Amandio      | 1.617   | 1,57%       |
|                    | PP                 | Antonio da Silva      | 1.570   | 1,52%       |
|                    | PP                 | Susi Bellini          | 1.543   | 1,5%        |
|                    | DEM                | Luiz Carlos Pissetti  | 1.393   | 1,35%       |
|                    | PDT                | Osvaldo Mafra         | 1.362   | 1,32%       |
|                    | PRB                | Anna Carolina Martins | 1.346   | 1,31%       |
|                    | PRP                | Rafa Dezideiro        | 1.119   | 1,09%       |
|                    | PMDB               | Neusa Girardi         | 1.583   | 1,54%       |
|                    | PSD                | Dulce Amaral          | 1.523   | 1,48%       |
|                    | PPS                | Carlos Ely            | 1.521   | 1,48%       |
|                    | PP                 | Osvaldo Gern          | 1.448   | 1,4%        |
|                    | PSDB               | Acacio da Rocha       | 856     | 0,83%       |
| → Votos brancos    | → Votos brancos    | → Votos brancos       | 4.271   | 3,86%       |
| → Votos nulos      | → Votos nulos      | → Votos nulos         | 3.162   | 2,86%       |
| Total apurado      | Total apurado      | Total apurado         | 110.511 | 84,87%      |
| Abstenção          | Abstenção          | Abstenção             | 19.698  | 15,13%      |
| Total de eleitores | Total de eleitores | Total de eleitores    | 130.209 | 100%        |